# Quo vadis (roman)

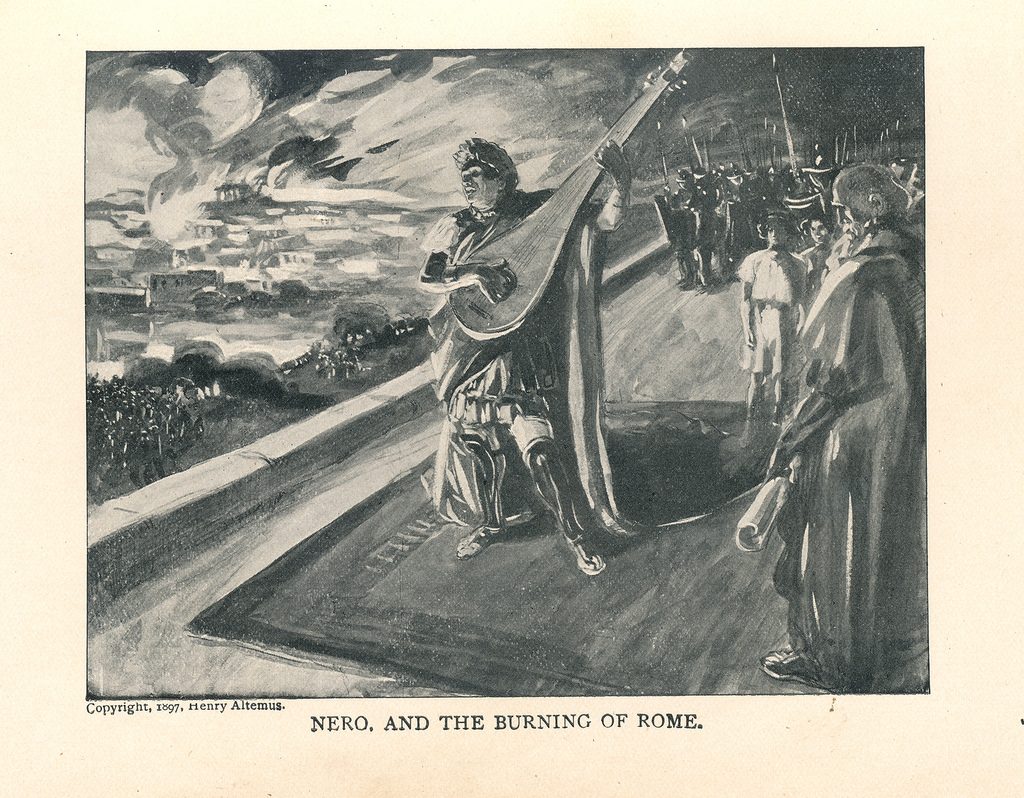
Nero și Roma în flăcări, Ediția Altemus, 1897. Ilustrație de M. de Lipman.

Quo vadis este titlul unui roman istoric scris de Henryk Sienkiewicz, pentru care, în 1905, i s-a decernat Premiul Nobel. A fost publicat pentru prima oară în Gazeta Polska, începând cu luna martie 1895. 

## Titlul
Titlul face aluzie la întrebarea retorică pe care Sfântul Petru o adresează lui Iisus Hristos, pe care îl întâlnește când pleacă spre Roma: «Quo vadis, Domine ?» („ÎNCOTRO, DOAMNE?”)

## Acțiunea
Romanul evocă persecuțiile suferite de creștini în perioada lui Nero și aceasta prin intermediul poveștii de dragoste dintre o tânără creștină, Ligia și Marcus Vinicius, patrician roman. Acțiunea se desfășoară în cadrul cetății Romei.
Ca sursă, romanul folosește scrierea apocrifă Faptele lui Petru, din jurul anului 200.
Întors din războiul din Asia Minor, ofițerul roman Marcus Vinicius, îl vizitează pe unchiul său, Petronius, prieten al împăratului Nero, un estet și iubitor de artă, căruia îi destăinuie dragostea pe care o nutrea față de Ligia, tânără creștină, de sorginte ligiană, pe care o întâlnise în casa generalului Aulus Placidus. În sprijinul nepotului său, Petronius pune la cale aducerea Ligiei în palatul imperial. Aceasta ajunge sub aripa ocrotitoare a lui Acte, fosta amantă a lui Nero.
În timpul unui festin acordat de împărat, Vinicius, aflat sub influența lui Bacchus, devine prea insistent față de Ligia. Tânăra este salvată de credinciosul ei servitor, Ursus și dusă înapoi acolo unde își petrecuse tinerețea, în cercul de adepți ai noii credințe: creștinismul.
Vinicius, furios, cere din nou ajutorul unchiului. Petronius apelează la grecul Chilon Chilnides, care era convins că Ligia se află refugiată între creștini. Între timp moare micuța fiica a lui Nero, moarte de care este acuzată Ligia prin presupuse farmece, în perioada când a locuit la palat.
Într-o noapte, Vinicius, împreună cu Chilon și gladiatorul Kroton, merg în cimitirul Ostrianum unde se adunau creștinii, unde o văd pe Ligia. Planul lui Vinicius de răpire a tinerei este dejucat de Ursus, care se dovedește un bun apărător. În cele din urmă, cei doi îndrăgostiți se întâlnesc în sânul comunității creștine și-și împărtășesc reciproc afecțiunea. Dar, sfătuită de apostolul Petru, Ligia începe să-l ocolească pe Vinicius, neacceptând-l decât atunci când acesta va accepta religia ei.
Realizând ca nu poate renunța la dragostea față de tânăra creștină, patricianul păgân vine la Pavel din Tarsus unde locuia aleasa inimii sale și își declară dorința de a se converti la creștinism. Cei doi sunt binecuvântați de apostolul Petru, care ulterior îl botează în această credință pe tânărul roman.
Acțiunea se precipită căpătând cote dramatice. Îl vedem pe Nero citind un poem care evoca arderea Troiei, ca apoi și Roma să fie cuprinsă de flăcări. Acuzați de acest dezastru, creștinii sunt supuși prigoanei de către Împăratul cel Nebun (adevăratul autor al faptei abominabile prin care voia să-și asigure memoria posterității). Printre creștini, este arestată și Ligia, care se îmbolnăvește grav și își pierde cunoștința. Tot mai mulți creștini sunt uciși în public, sfâșiați de lei în arenă, spre plăcerea mulțimii spectatorilor. Vinicius luptă în zadar pentru a o elibera pe Ligia, dar aceasta era păstrată de crudul Nero pentru spectacolul final. În acest spectacol, îl vedem pe Ursus în arenă care ucide un taur cu mâinile goale. Entuziasmată, mulțimea strigă Îndurare!, iar Nero este nevoit să o elibereze pe tânăra creștină.
Vinicius și Ligia se refugiază în Sicilia dar, înainte de plecare, îl avertizează pe apostolul Petru să părăsească Roma deoarece îl așteptă pedeapsa cu moartea pentru ajutorul acordat creștinilor. Temându-se de răzbunarea împăratului, Petronius se sinucide. În final, Nero este asasinat.

## Personajele dinQuo vadis
- Marcus Vinicius (fiul fictiv al personajului istoric Marcus Vinicius), tribun militar și patrician care se întoarce la Roma. Aici o cunoaște pe Ligia, de care se îndrăgostește. Dorind îndeplinirea chemării inimii, cere sfatul unchiului său, Petronius.
- Calina (personaj fictiv), numită adesea Ligia, fiica defunctului rege al Ligiei, eroina feminină principală. Aflată inițial în casa lui Aulus Plautius, devine ostatică a împăratului. Este de religie creștină, amănunt necunoscut de Vinicius.
- C. Petronius (personaj istoric real, Gaius Petronius Arbiter, ca. 27 - 66), numit și „elegantiae arbiter” („arbitru al eleganței”), fost guvernator al provinciei Bitinia, unul din curtenii favoriți ai împăratului Nero. A scris Satyricon, o satiră a acelei epoci din istoria Imperiului Roman. Caracterizat prin lenevie și amoralitate, oficial are o atitudine laudativă față de împărat, totuși condamna incendierea Romei de către acesta. De aceea este nevoit sa se sinucidă pentru a scăpa de represaliile din partea cezarului. În roman, sunt descrise demersurile acestuia pentru a-l ajuta pe Vinicius să câștige inima Ligiei. Planurile sale viclene sunt dejucate de prietenii creștini ai tinerei.
- Nero (personaj real), descris în roman ca un împărat meschin, incompetent și crud, dar manipulat prin lingușirile și uneltirile curtenilor săi.
- Eunice (personaj fictiv), tânără adusă din Grecia, devenită sclavă în casa lui Petronius. Era îndrăgostită de acesta, lucru care prea puțin îl interesa pe stăpân.
- Chilon Chilonides (fictiv), șarlatan, angajat de Vinicius pentru a o găsi pe Ligia.
- Tigellinus (personaj istoric real, Gaius (S)ophonius Tigellinus, c. 10 - 69), prefect al Romei și șeful gărzii pretoriene. Este rival al lui Petronius și prieten cu Nero, pe care îl incită la multe acțiuni reprobabile.
- Aulus Plautius (personaj real), politician care a condus cucerirea Britaniei din 43, fiind și primul guvernator roman al acestei provincii. În roman, apare în ipostaza unui bătrân respectabil în a cărui casă Ligia și-a petrecut tinerețea.
- Pomponia Graecina (personaj real), soția lui Aulus Plautius, femeie aristocrată, convertită la creștinism.[1] Aulus Plautius și Pomponia Graecina sunt părinții adoptivi ai Ligiei.
- Ursus (personaj fictiv), garda de corp a Ligiei. Ca și un coleg de trib, el i-a servit fostei mame a fetei, fiind foarte devotat Ligiei. Creștin fiind, Ursus se chinuie să urmeze învățăturile pacifiste ale religiei, având în vedere puterea sa și mentalitatea sa barbară. În roman este descris ca un sălbatic nobil.
- Sfântul Petru (personaj real) , un om obosit și în vârstă cu sarcina de a propovădui mesajul lui Hristos. El este uimit de puterea Romei și de viciile Împăratului Nero, căruia îi spune Fiara. Uneori Petru neagă că el va fi în stare să planteze și să protejeze "sămânța bună" a Creștinătății.
- Sfântul Pavel (personaj real) are un interes personal în convertirea lui Marcus.
- Crispus (personaj fictiv) , în mod clar un zelot creștin care este aproape fanatic.

## Citate
- Fericirea este întotdeauna acolo unde o găsește omul.
- Toate limbile și tainele și toate științele n-au să fie nimic fără iubire, care e mărinimoasă, răbdătoare, care nu face rău, nu dorește onoruri, îndură totul, crede oricui, speră mereu și învinge.
- Să iubești nu e suficient, trebuie să știi să înveți pe altul arta dragostei. Plăcerea o simte și plebea, chiar și animalele. Omul adevărat, însă, tocmai prin asta se deosebește de animale. El transformă dragostea într-o artă nobilă și, bucurându-se de ea, e conștient de valoarea ei divină. Astfel, nu-și satisface trupul, ci și sufletul.

## Adaptări cinematografice
| Nume film   | An   | Țară    | Realizator                      |
| ----------- | ---- | ------- | ------------------------------- |
| Quo Vadis ? | 1901 | Franța  | Ferdinand Zecca (Pathé)         |
| Quo Vadis ? | 1902 | Franța  | Lucien Nonguet, Ferdinand Zecca |
| Quo Vadis ? | 1912 | Italia  | Enrico Guazzoni                 |
| Quo Vadis ? | 1951 | SUA     | Mervyn LeRoy                    |
| Quo Vadis ? | 1985 | Italia  | Franco Rossi                    |
| Quo vadis   | 2001 | Polonia | Jerzy Kawalerowicz              |

## Traduceri în limba română
- Henryk Sienkewicz, Quo vadis?, traducere de Haralamb G. Lecca, Editura Librăriei Leon Alcalay, 1909, București, 482 pagini
- Henryk Sienkiewicz, Quo vadis?, traducere de Al. Iacobescu, Editura „Cugetarea”, București, [s. a.], 520 pagini
- Henryk Sienkiewicz, Quo vadis, traducere de Remus Luca și Elena Lința, prefață de Stan Velea, Editura pentru Literatură Universală, București, 1968, 552 pagini
- Henryk Sienkiewicz, Quo vadis?, traducere de Remus Luca și Elena Lința, București, Editura Tenzi, București, 1991 (Atelierele poligrafice ale editurii „Apimondia”), 352 pagini, ISBN 973-9017-05-3
- Henryk Sienkiewicz, Quo vadis?, traducere de Al. Iacobescu, Editura Venus, București, 1991, 387 pagini, ISBN 973-9024-08-4
- Henryk Sienkiewicz, Quo vadis, traducere, prefață, tabel cronologic și note de Stan Velea, Editura Leda, București, 2007, ISBN 978-973-102-049-5

## Legături externe
- en  Quo vadis la Proiectul Gutenberg